# Безенчуцький район
Безенчуцький район (рос. Безенчукский район) — адміністративно-територіальна одиниця (район) та муніципальне утворення (муніципальний район) у південно-західній частині Самарської області Росії.
Адміністративний центр — смт Безенчук.

## Історія
Територія району розташована у межах українського етнічного та культурного краю Жовтий Клин.
Район утворений у 1935 році: 10 лютого 1935 року на засіданні Президії ВЦВК було затверджено нову районну мережу Середньо-Волзького краю та Мордовської АРСР. Було утворено 87 районів, у тому числі і Безенчуцький.

## Населення
| 2002    | 2008    | 2010    | 2011    | 2012    | 2013    | 2014    |
| ------- | ------- | ------- | ------- | ------- | ------- | ------- |
| 43 571  | ↘40 432 | ↗42 095 | ↘41 994 | ↘41 426 | ↘41 067 | ↘40 863 |
| 2015    | 2016    | 2017    | 2018    | 2019    | 2020    | 2021    |
| ↘40 569 | ↘40 286 | ↘40 152 | ↘39 774 | ↘39 283 | ↘38 938 | ↘37 479 |